# Ronald Woodson Harris
Ronald Woodson Harris, detto Ronnie (Canton, 3 settembre 1948), è un ex pugile statunitense.

## Biografia

### Carriera da dilettante
Vince l'oro olimpico alle Città del Messico 1968) nei pesi leggeri. Batte sempre ai punti al primo turno il coreano Chang Kyl Lee (5-0), al secondo il britannico John H. Stracey (4-1), ai quarti di finale l'ugandese Mohamed Muruli (5-0), in semifinale il romeno Calistrat Cutov (5-0) e in finale il campione uscente polacco Józef Grudzień (5-0).

### Carriera da professionista
Guardia destra, sale per la prima volta sul ring a torso nudo nel 1971, tra i pesi medi. Il primo risultato di livello mondiale lo ottiene il 12 aprile 1977, alla Royal Albert Hall di Londra, battendo il Campione europeo Alan Minter per knock-out tecnico all'8 round.
Il 25 febbraio 1978, a Las Vegas, affronta il nuovo Campione europeo Gratien Tonna nella semifinale per il titolo mondiale unanimemente riconosciuto. Vince ai punti in dodici riprese conseguendo il diritto di combattere contro l'argentino Hugo Corro.
Il 5 agosto dello stesso anno, al Luna Park di Buenos Aires, cede al Campione del Mondo nella sua tana, ai punti in quindici riprese ma con decisione contrastata (145-143 e 146-145 per Corro, 146-144 per Harris).
Si ritira nel 1982, subendo solo tre sconfitte in carriera.